# Gravity Falls
Gravity Falls és una sèrie de televisió creada per l'Alex Hirsch per a Disney Channel i Disney XD. Es va estrenar el 15 de juny de 2012 als Estats Units i el 7 de juny de 2013 a Espanya, acabant amb l'últim capítol el 15 de febrer de 2016 als Estats Units i el 28 de maig de 2016 a Espanya. L'últim capítol, Weirdmageddon, que es divideix en quatre parts, és considerat una pel·lícula d'una hora i mitja.
Blu-ray
DVD
VHS

## Trama
Aquesta és la història de dos bessons que es diuen Dipper i Mabel Pines, que passen les vacances d'estiu visitant el seu besoncle Stanley Pines en una casa ubicada a un poble d'Oregon que es diu Gravity Falls, en el que hi passen coses paranormals.

## Personatges principals
- Dipper Pines: és un noi intel·ligent de 12 anys (13 a l'últim capítol), bessó de la Mabel Pines. És organitzat, curiós i fa llistes per no equivocar-se. Es va trobar un llibre ple de misteris i coses paranormals, però no sabia que el bessó del seu besoncle Stanley Pines, l'Stanford Pines, n'era l'autor (descobert a la segona temporada). És el representant del signe del pi en la roda d'en Bill Cipher, el triangle malvat de Gravity Falls. El seu aniversari és el 31 d'agost.

- Mabel Pines: és la bessona d'en Dipper Pines. És positiva, excèntrica, energètica i adorable. S'expressa amb els diferents suèters colorits que porta a cada episodi. Vol tenir un romanç d'estiu perfecte, però li és difícil per què no ha pogut concretar una relació amorosa. És la representant del signe de l'estel fugaç a la roda d'en Bill Cipher. El seu aniversari és el 31 d'agost.

- Soos Alzamirano: és un empleat de la Cabana del Misteri, propietat de l'Stanley Pines, besoncle dels bessons. És DJ, expert en videojocs, mecànic, sap informàtica i és membre del FCLORP (un grup dedicat als jocs de rol). Li té una gran admiració al besoncle Stanley, a qui veu com un pare. És el representant del signe de pregunta de la roda d'en Bill Cipher. El seu aniversari és el 13 de juliol.

- Besoncle Stanley Pines: és el besoncle de Dipper i Mabel Pines. Té un germà bessó que es diu Stanford Pines i un germà petit que es diu Shermy Pines, qui és l'avi de Dipper i Mabel. Stanley és el propietari de la Cabana del Misteri, que va ser la cabana on vivia Stanford abans de desaparèixer pel portal que ell va crear i que accidentalment el seu germà va encèndre. El signe que representa és el de "mitja lluna" a la roda de Bill Cipher.
- Bill Cipher: es un déu malvat que intenta dominar el món fent pactes per entrar en la ment de la gent. Al final és derrotat en la ment del besoncle Stanley, però a conseqüència aquest perd la memòria.

## Doblatge
La sèrie ha estat doblada a l'alemany, l'àrab, el búlgar, el cantonès, el castellà espanyol, el castellà llatinoamericà, el coreà (dues vegades), el danès, l'eslovac, el francès, el grec, l'hebreu, l'hindi, l'hongarès, l'indonesi, l'italià, el japonès, el lituà (a tall de veu superposada), el malaisi, el mandarí del Taiwan, el mandarí de la Xina, el mongol (a tall de veu superposada), el neerlandès, el noruec, el persa (quatre vegades), el polonès, el portuguès brasiler, el portuguès de Portugal, el romanès, el rus, el suec, el tai, el tàmil, el telugu, el turc, el txec, l'ucraïnès i l'uzbek (a tall de veu superposada).
Disney XD Shows
Disney Channel Shows
Nickelodeon Shows
Cartoon Network Shows